# کوسونگ
کوسونگ (به لاتین: Kusong) یک شهر در کره شمالی است که در استان پیونگان شمالی واقع شده‌است.

## خصوصیات
کوسونگ ۶۶۶٫۸ کیلومترمربع مساحت دارد.